# Zone de numérotation élémentaire
Une Zone de numérotation élémentaire (ZNE) correspond à une zone géographique française, souvent de la taille d'un canton et qui regroupe plusieurs blocs "ABPQ" correspondant chacun à 10 000 numéros téléphoniques géographiques français.
Il existe environ 420 ZNE en France et dans les départements d'outremer. 

Les zones géographiques de la France métropolitaine.

Parmi les dix chiffes d'un numéro de téléphone au format E-Z-AB-PQ-MCDU, le code de zone géographique est définie par la lettre « Z » (le second chiffre). Le territoire français (hormis les dépendances de l’océan Pacifique qui disposent d’une numérotation spécifique) est partagé en 5 grandes zones regroupant une à plusieurs régions. Cette répartition est définie par l'ARCEP.
Ces zones sont :
- 01 : Région parisienne
- 02 : Région nord-ouest & dépendances de l'océan Indien
- 03 : Région nord-est
- 04 : Région sud-est & Corse
- 05 : Région sud-ouest & dépendances de l'océan Atlantique

Chacune des 5 zones est un ensemble de ZNE, une ZNE correspond à plusieurs combinaisons uniques de blocs de numéros définis par les 4 chiffres « ABPQ ». La liste des ZNE et des communes associées est publiée par l'ARCEP . 
Au 15 novembre 2017, il y avait 412 ZNE en France Métropolitaine,12 dans les départements d'outremer : 2 à la Guadeloupe,  1 à la Martinique, 7 en Guyane, 1 à La Réunion, 1 à Mayotte et enfin 1 à Saint-Pierre et Miquelon.
Jusqu'à fin 2022, la conservation du numéro fixe (numéro géographique) en cas de déménagement ou de changement d'opérateur (portabilité du numéro fixe), ne pouvait se faire qu'en restant dans la même ZNE. Mais à partir de janvier 2023 ce préfixe ne correspond plus à rien, et il est donc possible de conserver son numéro même vers d'autres régions.
Historiquement, même avant la numérotation à dix chiffes, les premiers chiffres permettaient d'orienter l'appel au niveau des autocommutateurs électro-mécaniques (dans le central téléphonique) vers la bonne destination. À cette époque on devait changer de numéro dès qu'on déménageait, le numéro était directement lié matériellement à une ligne précise. Avec l'informatisation cette contrainte a disparu petit à petit, jusqu'à disparaître complètement en 2023.